# Rachel Adatto
Rachel Adatto-Levy, ook wel geschreven als Rachel Adato-Levy, (Hebreeuws: רחל אדטו-לוי) (Haifa, 21 juni 1947) is een Israëlische gynaecologe, advocate en politica. Ze is onder meer vice algemeen/medisch directeur van het Shaare Zedek Medisch Centrum in Jeruzalem en lid van allerlei raden en commissies op het gebied van gezondheidszorg voor vrouwen. Sinds begin 2009 was ze namens Kadima in de Knesset afgevaardigd. In december 2012 stapte ze over naar 'De Beweging' (Hatnuah), de nieuwe partij van Tzipi Livni.
Adatto zat op de Hebreeuwse Reali School in Haifa, een van de oudste particuliere scholen van Israël. Aan het Hadassah Universitair Medisch Centrum en de Hebreeuwse Universiteit van Jeruzalem behaalde ze een MD in de medicijnen. Haar medische training in gynaecologie en verloskunde kreeg ze behalve aan het Hadassah Medisch Centrum op de Berg Scopus ook aan het Shaare Zedek Medisch Centrum te Jeruzalem. Aan de Hebreeuwse Universiteit van Jeruzalem volgde ze eveneens een MBA-opleiding en verwierf ze een juridische graad op grond waarvan ze sinds 2008 is toegelaten tot de Israëlische balie.
Tijdens haar - verplichte - militaire dienst was ze instructrice in een trainingskamp.
In 1974 was ze de eerste vrouwelijke gynaecoloog in Jeruzalem. Ze werd senior arts bij de afdeling gynaecologie van het Hadassah Medisch Centrum op de Berg Scopus, in 1993 gevolgd door de functie van waarnemend directeur van hetzelfde ziekenhuis in Ein Kerem. Ook startte ze een eigen praktijk. In 1995 werd ze eveneens vice algemeen/medisch directeur van het Shaare Zedek Medisch Centrum.
In 1997 werd Adatto als eerste benoemd tot adviseur van de minister van Gezondheid m.b.t. de gezondheid van vrouwen. In 1999 werd ze ook benoemd tot voorzitter van de nieuw opgerichte Nationale Raad voor de Gezondheid van Vrouwen. Verder is ze onder meer lid van vier VN-delegaties ter behartiging van de gezondheid van vrouwen.
Afkomstig uit de Likoed, kreeg ze begin 2006 een plaats op de kandidatenlijst van Kadima en na de parlementsverkiezingen van 2009 kwam ze op 24 februari 2009 in de op die datum geïnstalleerde 18e Knesset terecht. In de Knesset was zij lid van de huisvestingscommissie, de arbeids-, welzijns- en gezondheidscommissie alsook de openbare petitiecommissie. Ze is ook lid geweest van de gemeenteraad van Mevasseret Tzion, een plaats in de stedelijke omgeving van Jeruzalem.
Rachel Adatto is getrouwd en heeft twee kinderen. Ze is nog steeds woonachtig in Mevasseret Tzion.